# Landtagswahlkreis Salzburg
Der Wahlbezirk Salzburg (Wahlbezirk 2) ist ein Wahlkreis in Salzburg, der die Statutarstadt Salzburg umfasst. Bei der Wahl 2013 zum Salzburger Landtag waren im Wahlbezirk Salzburg 99.723 Personen wahlberechtigt, wobei bei der Wahl Die Grünen – Die Grüne Alternative mit 26,3 % erstmals als stimmenstärkste Partei hervorging. Neben den Grünen, die zwei der neun möglichen Grundmandate im Wahlkreis erzielte, erreichten die Sozialdemokratische Partei Österreichs und die Österreichische Volkspartei (ÖVP) je zwei Grundmandate, die Freiheitliche Partei Österreichs (FPÖ) kam auf ein Grundmandat.

## Geschichte

### Monarchie
Wahlbezirke für die neuen gewählten Landtage wurden im Kaisertum Österreich für das Kronlandes Herzogtum Salzburg mit dem Oktoberdiplom 1860 eingerichtet, als Salzburg ein neues Landestatut bekam, und wurden mit dem Februarpatent 1861 für alle Kronländer neu verordnet.
Dabei hatte der Landtag im Herzogthum Salzburg insgesamt 26 (ursprünglich 20) Sitze (Abgeordnete), unter anderen 10 Vertreter der  Städte und Märkte  (Wahlgruppe II, ursprünglich 5) und 8 der Landgemeinden  (Wahlgruppe III, ursprünglich 9). Für die Stadt  waren vorgesehen:
- Wahlbezirk Salzburg (Stadt), Wahlgruppe II: 3 Abgeordnete[6] (ursprünglich 2)[7]

Ursprünglich war das Salzburger Domkapitel und das Erzstift Sankt Peter mit einer Virilstimme vorgesehen, was 1861 verworfen wurde.

### Republik
Ursprünglich bestand dann im Bundesland Salzburg der Republik Österreich bei Landtagswahlen lediglich ein Wahlkreis. Nachdem die burgenländische Landtagswahl 1977 beim Verfassungsgerichtshof angefochten worden war, erkannte der Verfassungsgerichtshof, dass die Nennung von „Wahlkreisen“ im Artikel 26 des Bundes-Verfassungsgesetzes, also im Plural, dahingehend auszulegen sein, dass mindestens zwei Wahlkreise pro Bundesland bestehen müssen. In der Folge änderten die betroffenen Bundesländer Kärnten, Salzburg und das Burgenland ihre Landtagswahlordnungen. Das Land Salzburg vollzog die notwendige Adaptierung mit der am 27. September beschlossenen Landtagswahlordnung 1978, die das Land Salzburg in sechs Wahlkreise unterteilte. Die Stadt Salzburg bildete dabei einen eigenen Wahlkreis.
Der Landtagswahlkreis Salzburg wurde bis 1994 von der ÖVP dominiert. 1984 erzielte die ÖVP noch 44,8 %, danach reduzierte sich das Ergebnis der Volkspartei durch den Aufstieg der FPÖ zusehends. Hatte die ÖVP 1984 und 1989 noch je vier Grundmandate erzielt, so kam sie danach nur noch auf je zwei Grundmandate. Nachdem die ÖVP 1999 auf den zweiten Platz hinter die SPÖ gerutscht war, konnte die Partei ihr Wahlergebnis stabilisieren bzw. leicht ausbauen. 2013 rutschte die ÖVP jedoch auf den dritten Platz und erzielte mit 22,5 % ihr bisher schlechtestes Wahlergebnis.
Die SPÖ lag bis 1994 hinter der ÖVP auf dem zweiten Platz. 1999 gelang es ihr erstmals die ÖVP zu überholen, wobei sie 2004 mit 48,6 % und vier Grundmandaten ihr bestes Wahlergebnis erreichte. Bei den Wahlen 2009 und 2013 musste die SPÖ jedoch schwere Verluste einstecken, wodurch sie hinter die Grünen wieder auf den zweiten Platz zurückfiel. Die Grünen hatten in der Stadt Salzburg bei Landtagswahlen in der Regel zwischen 8 und 13 % erreicht, wobei sie 2004 und 2009 vor der FPÖ den dritten Platz belegt hatten. Nach massiven Gewinnen und einem Ergebnis von 26,3 konnten die Grünen jedoch 2013 auf den ersten Platz vorstoßen, wobei sie nach Innsbruck zum zweiten Mal bei einer Landtagswahl in einer Landeshauptstadt zur stimmenstärksten Partei aufgestiegen waren. Die FPÖ hatte in den 1990er Jahren ihre besten Ergebnisse, konnte sich jedoch nie besser als drittstärkste Partei positionieren. Mit 22,0 % schaffte sie 1994 ihr bestes Ergebnis. Seit 2004 ist sie in Salzburg jedoch nur viertstärkste Partei.

## Wahlergebnisse
| Landtagswahlen im Wahlkreis Salzburg Stadt | Landtagswahlen im Wahlkreis Salzburg Stadt | Landtagswahlen im Wahlkreis Salzburg Stadt | Landtagswahlen im Wahlkreis Salzburg Stadt | Landtagswahlen im Wahlkreis Salzburg Stadt | Landtagswahlen im Wahlkreis Salzburg Stadt | Landtagswahlen im Wahlkreis Salzburg Stadt | Landtagswahlen im Wahlkreis Salzburg Stadt | Landtagswahlen im Wahlkreis Salzburg Stadt |
| ------------------------------------------ | ------------------------------------------ | ------------------------------------------ | ------------------------------------------ | ------------------------------------------ | ------------------------------------------ | ------------------------------------------ | ------------------------------------------ | ------------------------------------------ |
| Wahltermin                                 | GM                                         |                                            | SPÖ                                        | ÖVP                                        | FPÖ                                        | GRÜNE                                      | KPÖ                                        | Sonstige                                   |
| 25. März 1984                              |                                            | Stimmenanteile (%)                         | 34,10                                      | 44,84                                      | 10,85                                      | 7,64                                       |                                            | 1,57                                       |
| 25. März 1984                              | 11                                         | Grundmandate                               | 3                                          | 4                                          | 1                                          | -                                          | -                                          | 0                                          |
| 12. März 1989                              |                                            | Stimmenanteile (%)                         | 30,95                                      | 36,59                                      | 18,84                                      | 10,73                                      |                                            | 2,89                                       |
| 12. März 1989                              | 11                                         | Grundmandate                               | 3                                          | 4                                          | 2                                          | 1                                          | -                                          | 0                                          |
| 13. März 1994                              |                                            | Stimmenanteile (%)                         | 25,77                                      | 28,62                                      | 22,00                                      | 10,81                                      |                                            | 12,80                                      |
| 13. März 1994                              | 10                                         | Grundmandate                               | 2                                          | 2                                          | 2                                          | 1                                          | -                                          | 0                                          |
| 7. März 1999                               |                                            | Stimmenanteile (%)                         | 35,10                                      | 27,99                                      | 21,50                                      | 8,17                                       |                                            | 7,24                                       |
| 7. März 1999                               | 10                                         | Grundmandate                               | 3                                          | 2                                          | 2                                          | 0                                          | -                                          | 0                                          |
| 7. März 2004                               |                                            | Stimmenanteile (%)                         | 48,59                                      | 29,34                                      | 9,57                                       | 12,50                                      |                                            | -                                          |
| 7. März 2004                               | 9                                          | Grundmandate                               | 4                                          | 2                                          | 0                                          | 1                                          | -                                          | -                                          |
| 1. März 2009                               |                                            | Stimmenanteile (%)                         | 38,90                                      | 30,20                                      | 13,20                                      | 13,29                                      | -                                          | 4,41                                       |
| 1. März 2009                               | 9                                          | Grundmandate                               | 3                                          | 2                                          | 1                                          | 1                                          | -                                          | 0                                          |
| 5. Mai 2013                                |                                            | Stimmenanteile (%)                         | 24,78                                      | 22,45                                      | 15,30                                      | 26,33                                      | 0,3                                        | 10,83                                      |
| 5. Mai 2013                                | 9                                          | Grundmandate                               | 2                                          | 2                                          | 1                                          | 2                                          | 0                                          | 0                                          |
| 22. April 2018                             |                                            | Stimmenanteile (%)                         | 23,2                                       | 29,9                                       | 15,9                                       | 15,8                                       | 1,2                                        | 13,9                                       |
| 22. April 2018                             |                                            | Grundmandate                               | 2                                          | 2                                          | 1                                          | 1                                          | 0                                          | 0                                          |
| 23. April 2023                             |                                            | Stimmenanteile (%)                         | 16,6                                       | 24,8                                       | 18,7                                       | 12,2                                       | 21,5                                       | 6,1                                        |
| 23. April 2023                             | 9                                          | Grundmandate                               | 1                                          | 2                                          | 1                                          | 1                                          | 1                                          | 0                                          |